# Le Mesnil-Saint-Jean
Le Mesnil-Saint-Jean – gmina we Francji, w regionie Normandia, w departamencie Eure. W 2013 roku liczba ludności wynosiła 180 mieszkańców. 
Gmina została utworzona 1 stycznia 2019 roku z połączenia dwóch ówczesnych gmin: Saint-Georges-du-Mesnil oraz Saint-Jean-de-la-Léqueraye. Siedzibą gminy została miejscowość Saint-Georges-du-Mesnil. 